# 温州医科大学附属第二医院
温州医科大学附属第二医院（The 2nd Affiliated Hospital and Yuying Children's Hospital of WMU）是中国浙江省温州市的一家三级甲等医院，也称为浙江省立育英医院。
医院共有73个病区，63个临床科室，开放床位2600张，有职工4000多人。

## 历史
- 医院始建于1976年，前身为温州医学院白求恩门诊部。[2]
- 1982年经浙江省卫生厅批准改建为温州医学院附属第二医院。
- 1988年兼挂儿童医院牌子。
- 1991年在台胞何朝育先生的捐助下，新建了儿童医院大楼，同时将“儿童医院”改名为温州医学院附属育英儿童医院。
- 2004年浙江省卫生厅授予浙江省立育英医院牌子。
- 2005年兼并温州心血管病医院，挂牌为温州医学院附属第二医院南浦院区。
- 2009年4月成立温州医学院附属第二医院骨科医院、温州医学院附属第二医院妇产医院。
- 2013年，温州医学院更名为温州医科大学。

## 院区设置

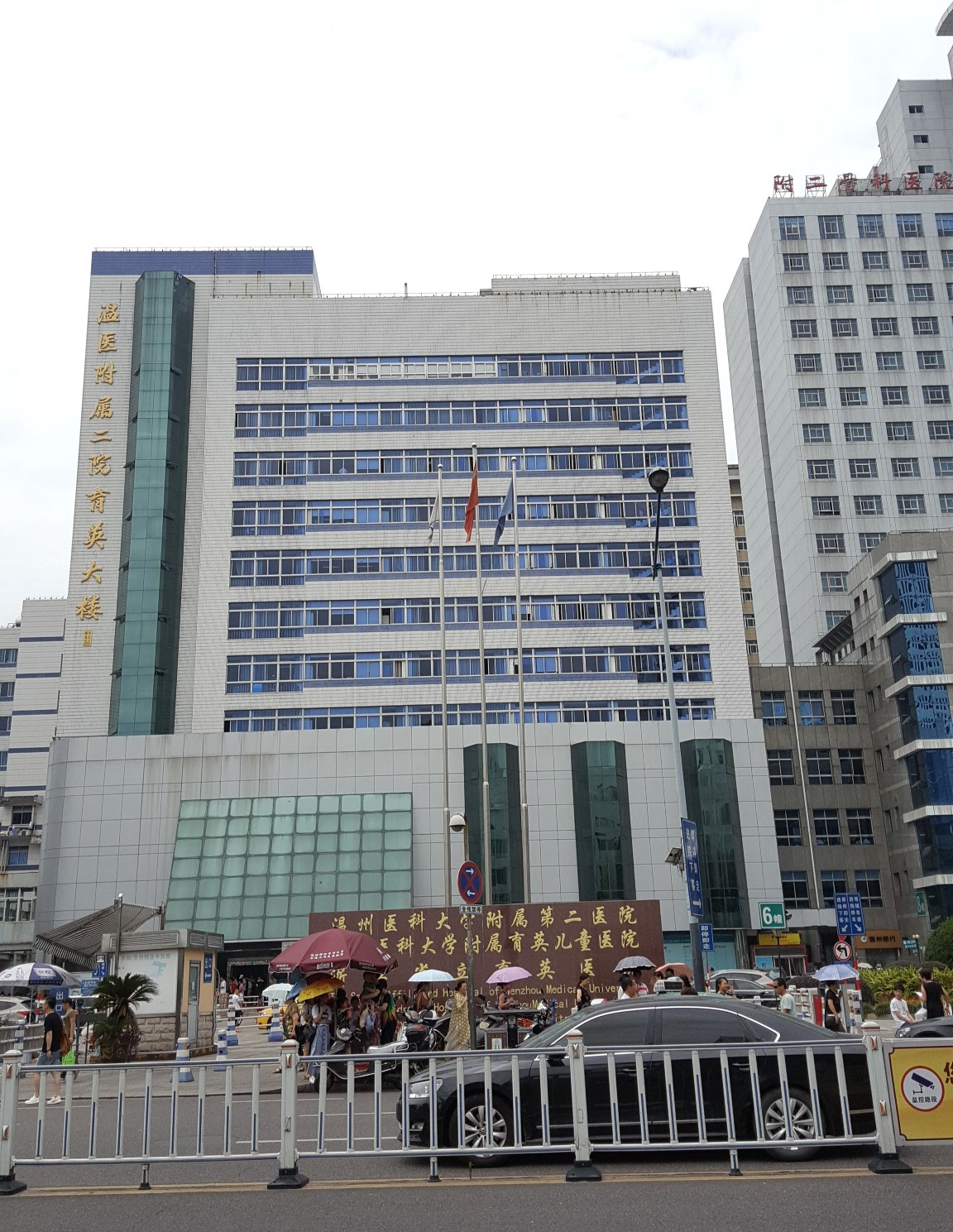
温州医科大学附属第二医院学院路院区

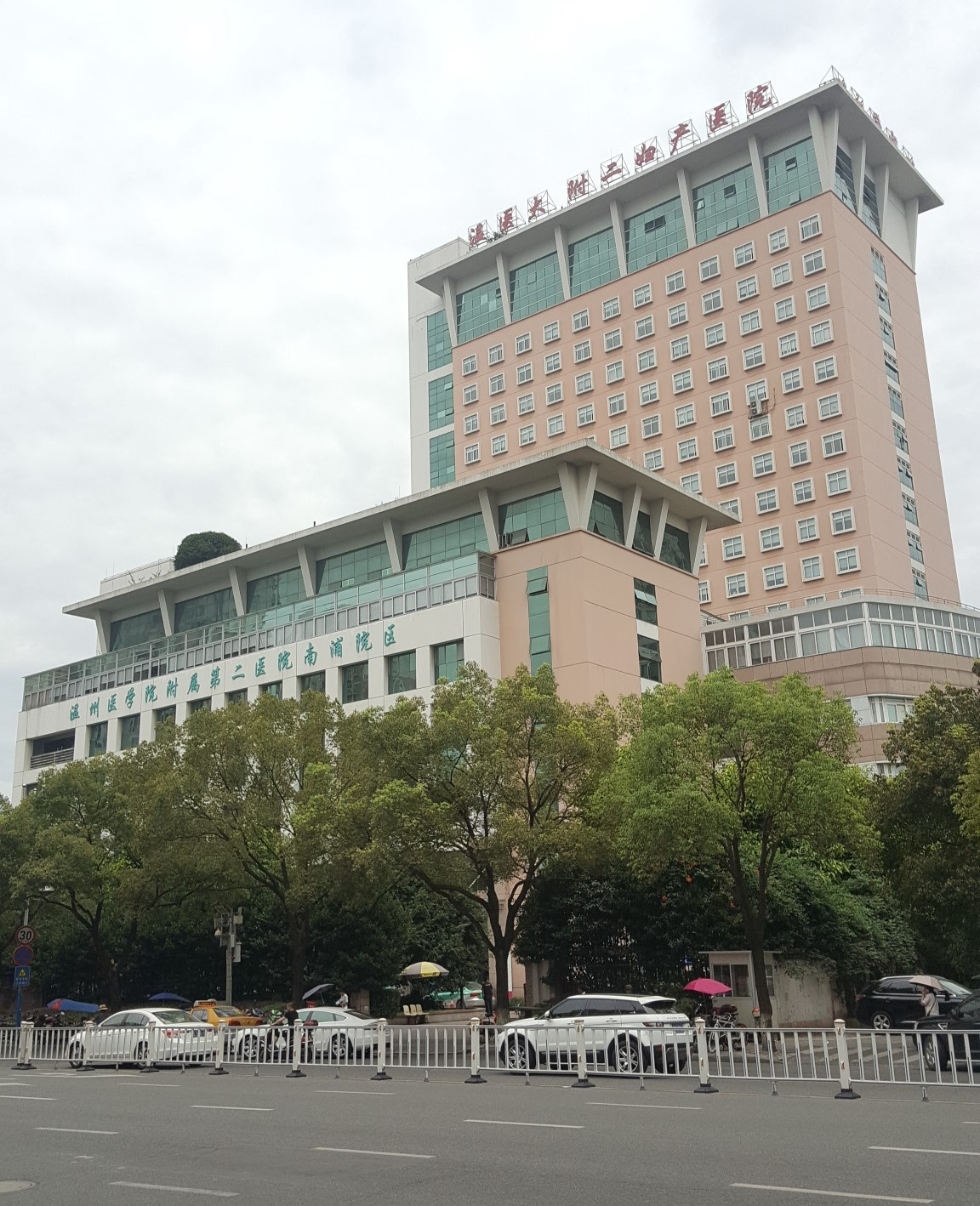
温州医科大学附属第二医院南浦院区

- 学院路院区：温州市学院西路109号
- 南浦院区：温州市划龙桥路306号
- 瓯江口院区：昆鹏街道瓯石路666号
- 龙湾院区:瑶溪街道温州大道东段1111号
- 医学康复院区:温州大道东段188号
- 台州妇产科儿童院区：葭沚街道前进村188号
  - 平阳分院：平阳县第二人民医院
  - 洞头分院：洞头县人民医院
  - 大荆分院：乐清市大荆医院
  - 江南分院：苍南县第三人民医院
  - 青田分院：青田县人民医院